# Donje Crkvice
Donje Crkvice (en serbe cyrillique: Доње Црквице) est un village de l'ouest du Monténégro, dans la municipalité de Nikšić.

## Démographie

### Évolution historique de la population[1]
| 1948 | 1953 | 1961 | 1971 | 1981 | 1991 | 2003 |
| ---- | ---- | ---- | ---- | ---- | ---- | ---- |
| 224  | 258  | 240  | 211  | 178  | 97   | 76   |